# Glandularia cheitmaniana
Glandularia cheitmaniana là một loài thực vật có hoa trong họ Cỏ roi ngựa. Loài này được (Moldenke) Botta & Poggio mô tả khoa học đầu tiên năm 1989.